# 529729 Xida
529729 Xida este o planetă minoră (asteroid), cu un diametru de 4,688 km, din centura de asteroizi. A fost descoperită pe 2 martie 2008 la Xuyi County⁠(d) de . 
Obiectul prezintă o orbită caracterizată de o semiaxă mare de 3,0457924496993 UAi, o excentricitate de 0,050064479904568, o înclinație de 6,593242126792 ° în raport cu ecliptica.